# Rhizanthella
Rhizanthella é um género botânico pertencente à família das orquídeas (Orchidaceae).

## Espécies
- Rhizanthella gardneri R.S.Rogers, J. Roy. Soc. Western Australia 15: 1 (1928)
- Rhizanthella johnstonii K.W.Dixon & Christenh.
- Rhizanthella omissa D.L.Jones & M.A.Clem., Orchadian 15: 131 (2006)
- Rhizanthella slateri (Rupp) M.A.Clem. & P.J.Cribb, Bot. Mag. (Kew Mag.) 1: 88 (1984)